# Ctesias serra
Ctesias serra es una especie de escarabajo de piel del género Ctesias, orden Coleoptera. Fue descrita por Fabricius en 1792.

## Descripción
El adulto es marrón. El pelaje de la larva le sirve como mecanismo de defensa contra el ataque de arañas.

## Distribución y hábitat
Se distribuye por Europa. Habita debajo de la corteza vieja y gruesa. La larva se encuentra en grietas y debajo de la corteza de los árboles donde se alimenta de arañas.